# Kommende Topfstedt
Die Kommende Topfstedt war anfänglich eine Niederlassung des Templerordens in Obertopfstedt (Kyffhäuserkreis, Thüringen). Nach der Auflösung des Templerordens 1312 ging sie in den Besitz des Johanniterordens über. Sie wurde vermutlich nach 1339 zur Kommende Weißensee gezogen und als selbständige Kommende aufgelöst. 1367 ist die Niederlassung als Membrum (Glied), also administrativ von der Kommende Weißensee abhängiges Ordenshaus dokumentiert.

## Lage
Die Kommende Topfstedt lag im erst später so genannten Obertopfstedt (Thüringen). In den ersten Nennungen wird der Ort „nur“ als Topfstedt aufgeführt.

## Geschichte
Die Geschichte dieser Kommende ist nur dürftig dokumentiert. Aus der Zeit der Templer hat sich keine Urkunde erhalten. Wann die Templerniederlassung in Topfstedt gegründet wurde, und wer die Güter den Templern schenkte, ist gänzlich unbekannt. In einer Urkunde vom 2. August 1312 bestätigte der damalige (Groß-)Prior der Johanniter in der Ordensprovinz Alamania, Bruder Helfricus von Rüdigheim, dass der Erzbischof Peter von Mainz den Hof in Topfstedt, der früher den Templern gehört hatte, den Johannitern übertragen habe. Er versprach auch, dass er dem Erzbischof den Hof wieder zurückzugeben würde, falls der Papst eine andere Verfügung über diesen Hof treffen sollte.
In der Abschrift einer Urkunde in einem Kopialbuch des Klosters Ilfeld aus dem 14. Jahrhundert, die ursprünglich 1316 ausgestellt worden war, erscheint ein Bruder Tileman von Northusen, der da Komptur ist im Huse zu Topstette. Dieser Bruder Tileman ist entweder 1316/7 gestorben oder musste seine Stelle als Kommendator von Topfstedt in dieser Zeit räumen. Vermutlich trifft Letzteres zu, da auch der in der gleichen Urkundenabschrift genannte Kommendator von Erfurt, ein Bruder Volckmar, 1317 nicht mehr im Amt war.
1317 hatte nämlich Bruder Leonardo de Tibertis, der bevollmächtigte Generalvisitator des Johanniterordens, Bruder Paulus de Mutina (Paolo de Modena) zu seinem Stellvertreter für Deutschland, Böhmen, Dänemark, Schweden und Norwegen ernannt. In dieser Funktion berief Paulus de Mutina zum 18. Oktober 1317 eine Versammlung der Priore der Johanniter in Frankfurt am Main ein, an der der Prior von Böhmen und Polen, der Prior in Alamania superior, der Prior von Alamania media und der Kommendator von Herrenstrunden und Heiningen, der wohl Alamannia inferior vertrat, teilnahmen sowie als Zeugen einige weitere Kommendatoren der drei Ordenspriorate. Paulus de Mutina wird in dieser Urkunde als Kommendator von Topfstedt und Erfurt bezeichnet.
Am 29. Januar 1318 schloss Paulus von Mutina als Stellvertreter des Ordensvisitator einen Vertrag mit dem brandenburgischen Markgrafen Waldemar ab, der die Übergabe der Templergüter in seinem Herrschaftsgebiet an die Johanniter regelte. Auch in dieser Urkunde wird Paulus de Mutina als Kommendator von Erfurt und Topfstedt bezeichnet. Zuvor hatte er einen ähnlichen Vertrag mit dem Erzbischof Burkhard von Magdeburg abgeschlossen. In seiner Amtszeit verpfändete Paulus de Mutina den Hof in Topfstedt an den Grafen Heinrich (den Älteren) von Hohnstein.
Am 10. Dezember 1324 verkauften Ludwig genannt von Greußen, Generalkommendator der Johanniter in Thüringen, Rudolf, Prior und der Konvent des Ordenshauses zu Weißensee 1½ Hufen in Linderbach für 52 Mark Silber an das Peterskloster in Erfurt. Genannt wird auch der Prior des Ordenshauses in Erfurt, Heinrich von Sömmerda sowie der Kommendator Konrad Unsothe. Der Erlös sollte dazu verwendet werden, den von Paulus de Mutina an den Grafen Heinrich den Älteren von Mansfeld verpfändeten Ordenshof in Topfstedt wieder einzulösen.
In den genannten Urkunden finden sich jedoch keine Angaben, welche Güter ursprünglich zur Kommende Topfstedt gehörten. Aus einer Urkunde vom 16. März 1320 geht hervor, dass neben dem Hof in Topfstedt auch vier Hufen in Trebra zur Kommende gehörten, und dass sie schon früher zur Templerkommende gehört hatten.
Die Kommende Topfstedt soll nach Schlegel schon 1319 mit der Verpfändung des Hofes in Topfstedt an den Grafen von Hohnstein als selbständige Kommende aufgelöst und an die Kommende Weißensee angeschlossen worden sein.
Am 11. April 1339 verkaufte Bruder Bertold von Henneburg, Prior der Johanniterordensprovinz Alemannia den Johannishof in Erfurt für 102 Mark Silber an den Rat der Stadt Erfurt. Er bekennt, dass er mit Wissen und Rat der (namentlich leider nicht genannten) Kommendatoren zu Weissensee, Kutzleben, Bessingen, Heilingen, Topfstedt und Erfurt gehandelt habe. Demnach war Topfstedt doch noch länger als von Schlegel behauptet, eigenständige Kommende, oder war nach Auslösung des Pfandes wieder Kommende.
1367 war Topfstedt dann tatsächlich nur noch Membrum (Glied) der Kommende Weißensee. Nach den Soll-Zahlen zum Personalstand der deutschen Johanniter vom Jahre 1367 waren für das Ordenshaus Topfstedt als Personal ein Priester und ein Laie vorgesehen. 1469 verkaufte der Kommendator Friedrich von Stein der Kommende Weißensee ein in Obertopfstedt gelegenes Vorwerk an Caspar Magerstet. Sehr wahrscheinlich kam dieses Vorwerk wieder an die Kommende Weißensee zurück, denn es war später wieder im Besitz der Kommende Weißensee.
1428 wird unter den Brüdern des Konventes zu Weißensee auch Gunther Wiße, der Pfarrer von Topfsch (Topfstedt) aufgeführt.
1565 trat der damalige Weißenseer Kommendator Gilbrecht von Carben den Weißenseer Ordenshof an Herzog Augustus von Sachsen ab, gegen eine jährliche Zahlung von 50 fl. Provision und 100 fl. Dienstgeld. Herzog Augustus verpachtete den Ordenshof weiter an die Stadt Weißensee.
Im Jahr 1565 pachtete Kersten Schatz aus Uttenhausen des Vorwerk in Obertopfstedt vom Rat der Stadt Weißensee auf sechs Jahre für jährlich 125 Gulden. Kersten Schatz muss danach noch einen weiteren Pachtvertrag bekommen haben, denn 1576 beschwerte er sich, dass er ausgelegte Baugelder in Höhe von 82 Taler und 7 Groschen vom Rat der Stadt Weißensee nicht erstattet bekommen habe. Nach dem durch den Amtsschösser Philipp Nothnagel 1565 aufgenommenen Inventar gehörten zum Gut Topfstedt insgesamt 326 Acker, davon 92 Acker Winterfeld, 104 Acker Sommerfeld, 113 Acker Brache, 4 Acker Weinberge und 13 Acker Wiesen.
1578 verpachtete die Stadt Weißensee das Vorwerk in Obertopfstedt an Conrad Schmid, Amtmann zu Weißensee auf 9 Jahre für jährlich 150 Gulden. In dem Pachtvertrag werden auch die Vorpächter Bernhard von Greußen, Hans Voigt und Kerstan Schatz genannt. 1594 nahm der Ordensmeister Philipp Flach von Schwarzenberg die Johanniterkommende wieder in die eigene Bewirtschaftung. Er ließ die Kommende durch Administratoren verwalten. So war 1601 Johannes Brunner Verwalter der Ordensgüter. 1603 verwaltete Jacob Eichler die Ordensgüter.
1632 zog der sächsische Kurfürst Johann Georg I. die Kommende Weißensee ein und machte sie zu einem Kammergut. Damals gehörten zu diesem Gut 9 Hufen Land, 26 Acker Wiesen und 9 Acker Weinberge. Die Pacht betrug 5½ Malter Weizen, 5½ Malter Roggen, 8 Malter Gerste und 8 Malter Hafer, aber keine Geldabgaben. Nach den Bestimmungen des Prager Friedens von 1635 musste der sächsische Kurfürst die Kommende den Johannitern wieder zurückgeben. 1636 wurde sie dem Bevollmächtigten des Großpriors von Deutschland Jacob Christoph von Andlau übergeben. Die Besitzstücke der Kommende waren durch den Dreißigjährigen Krieg stark verwüstet worden. Die finanziellen Verpflichtungen der Kommende konnten mit den Einnahmen nicht mehr bestritten werden, und so stieg die Schuldenlast der Kommende stark an. 1666 verpachtete der Komtur Ulrich Forer die Kommende an den Schösser des Amtes Weißensee Christian Albini zu Weißensee. 1671 wurde der Pächter Albini wegen einer Beschwerde aus dem Kontrakt entlassen. Die Beschwerde wurde letztendlich zwar abgewiesen, allerdings verstarb Christian Albini bald darauf. 1673 wurden die Witwe und seine Erben wieder in den Pachtvertrag eingesetzt. 1678 traten sie den Vertrag gegen eine Abstandszahlung von 650 Talern und die Zusicherung, dass Verbindlichkeiten in Höhe von 1495 Talern übernommen würden, an den Prinzen Christian von Sachsen-Weißenfels ab. Christian von Sachsen-Weißenfels wurde am 24. August 1689 im Alter von 37 Jahren bei der Belagerung von Mainz tödlich verwundet. Erbe war sein Bruder Johann Adolph I., der zweite Herzog des Herzogtums Sachsen-Weißenfels.
Allerdings beanspruchte der Malteserorden die Kommende Weißensee nach wie vor als ihr Eigentum. 1675 folgte zunächst Johann Philipp Freiherr von Schönborn, der die Kommenden Schleusingen und Weißensee 1686 aber aufgab. Auf ihn folgte ab 1687 Reichsfreiherr Baron Maximilian Heinrich von Burscheid. 1689 versuchte der Baron Maximilian Heinrich von Burscheid als designierter Kommendator die Kommende Weißensee wieder in Besitz zu nehmen. Der Amtsschösser Christian Gieselang ließ ihn mit Hilfe seiner Mannschaft gewaltsam wieder aus dem Ordenshof entfernen. Herzog Johann Adolph I. und sein Amtsschösser Gieseling wurden daraufhin vom Kommendator der Johanniterkommende Schleusingen Franz Freiherr von Franken vor dem Reichskammergericht zu Wetzlar wegen Friedensbruch angeklagt. Er verlangte auch die Restitution des Ordenshofes in Weißensee für die Johanniter. Herzog Johann Adolph I. bezweifelte die Zuständigkeit des Reichskammergerichts in Wetzlar in diesem Fall. Er führte weiter aus, dass er der rechtmäßige Besitzer der Ordensgüter sei und sich der Kommendator Burscheid nicht legitimiert hätte. Seit dem Tod des Kommendator Forer 1671 habe sich kein neuer Kommendator in Weißensee sehen lassen. Der Prozess zog sich hin, und erst 1695 entschied das Reichskammergericht, dass der Ordenshof mit allen Pertinenzstücken an den Orden zurückgegeben werden müsse. Doch Herzog Johann Adolph beachtete das Urteil nicht, und 1697 trat sein Sohn Johann Georg die Regierung an. Auch er gab den Ordenshof nicht zurück. Johann Georg starb 1712, ihm folgte sein Bruder Herzog Christian von Sachsen-Weißenfels nach. Am 16. September 1723 erging sogar ein Mandat von Kaiser Karl VI., dass der Ordenshof Weißensee an den Malteserorden ausgehändigt werden müsse; doch auch dieses Mandat zeigte keine Wirkung. 1736 starb Herzog Christian von Sachsen-Weißenfels, und ihm folgte sein jüngster Bruder Johann Adolph II. in der Regierung nach. 1738 beauftragte der Kaiser schließlich den Kurfürsten Friedrich August II. von Sachsen mit der Vollstreckung des Mandats. Doch auch dieses Mal unterblieb die Vollstreckung. 1746 starb schließlich Johann Adolph II. von Sachsen-Weißenfels ohne männliche Nachkommen. Das Fürstentum Sachsen-Weißenfels fiel an das Kurfürstentum Sachsen zurück.
Auch der sächsische Kurfürst Friedrich August II. (als polnischer König August III.) dachte nicht daran, die Kommende Weißensee an den Malteserorden zurückzugeben. 1747 verlieh er den Ordenshof in Obertopfstedt zusammen mit dem Vorwerk in Kutzleben sowie die Zinsen, die der Kommende Weißensee aus den Dörfern Obertopfstedt, Kutzleben, Günstedt und Herrnschwende zustanden, an seinen Ersten Minister Heinrich von Brühl zu seinem Rittergut Gangloffsömmern. Damit verbunden war auch das Patronatsrecht in Obertopfstedt. 1751 verkaufte Heinrich Graf von Brühl die oben aufgeführten Besitzstücke für 86.000 Taler an den Fürstlich Schwarzburgischen Oberhofmeister Christian Friedrich von Kißling in Arnstadt. Allerdings kaufte Friedrich August II. diese Besitzstücke noch im selben Jahr (1751) für denselben Betrag, 86.000 Taler, wieder zurück. Der ehemalige Johanniterhof blieb danach in landesherrlichem Besitz. 1793 wurde die Größe des Hofes in Topfstedt mit 152½ Acker Winterfeld, 103 Acker Sommerfeld, 103½ Acker Brachfeld und 24 Acker Wiesen angegeben.
Nachdem das Königreich Sachsen 1815 die Gebiete der ehemaligen Landgrafschaft Thüringen, darunter auch der Thüringische Kreis, an Preußen abtreten musste, wurde der Hof in Obertopfstedt preußische Staatsdomäne. Sie war bis 1820 an den Ökonomen Spangenburg verpachtet. Ihm folgte der Amtmann Scheller, der 1826 verstarb. Die Witwe führte den Betrieb noch zwei Jahre weiter; dann starb auch sie. 1828 wurde die Staatsdomäne zum Verkauf ausgeschrieben. Der Hof in Obertopfstedt an den Oberamtmann Nobbe für verkauft.
Die Kommende Weißensee war nicht von den Lasten und Abgaben an den Landesherrn und die Stadt Weißensee befreit. Sie gehörte zum landesherrlichen Amt Weißensee im Thüringischen Kreis des Kurfürstentums, und ab 1806 Königreich Sachsens. Zwischen 1656/57 und 1746 gehörte es zum Sekundogeniturfürstentum Sachsen-Weißenfels.

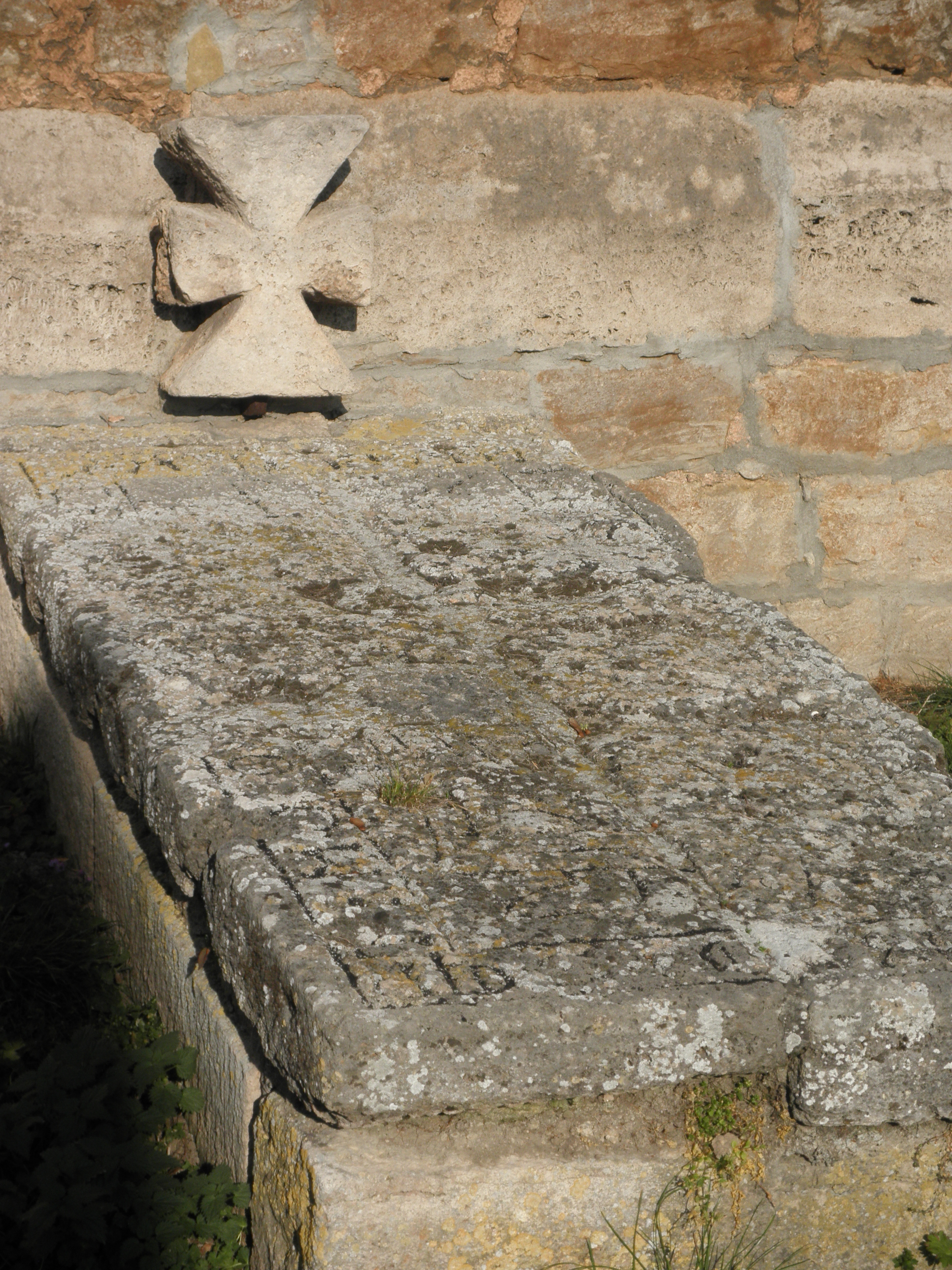
Mittelalterliche Grabplatte

## Eine mittelalterliche Grabplatte
Bei der Erneuerung der Treppenstufen zum Kirchhof der Kirche in Topfstedt wurde eine Grabplatte gefunden, die allerdings in vier Teile zerbrochen und schon stark verwittert war. Die Grabplatte wurde nach Form und Ornamentik auf nach 1300 datiert. Die Jahreszahl ist nicht mehr eindeutig lesbar und könnte als 52 oder 59 gelesen werden, was ein Todesdatum von 1352 oder 1359 ergeben würde. Es wurde die Vermutung geäußert, dass es sich um die Grabplatte des Bertholdus von Topffstete handelt. Dieser war allerdings kein Templer, sondern 1332 ein Kommendator der Ballei Thüringen des Deutschen Ordens.